# Formulário (farmácia)
Em farmacologia e em seu nível mais básico, um formulário é uma lista de medicamentos. Tradicionalmente, um formulário continha uma coleção de fórmulas para a composição e teste de medicamentos, um recurso mais próximo do que hoje seria chamado de farmacopeia. Hoje, a principal função de um formulário de prescrição é especificar medicamentos que são aprovados para serem prescritos em um determinado hospital, em um determinado sistema de saúde ou sob uma determinada apólice de seguro saúde. O desenvolvimento de formulários de prescrição é baseado em avaliações de eficácia, segurança e custo-efetividade dos medicamentos.
Dependendo do formulário individual, também pode conter informações clínicas adicionais, como efeitos colaterais, contra-indicações e dosagens. Na virada do milênio, 156 países tinham listas de medicamentos essenciais nacionais ou provinciais e 135 países tinham tratamento nacional.